# Terry Thomas (produttore)
Terry Thomas (...) è un cantante, chitarrista, compositore e produttore discografico britannico, membro fondatore della rock band Charlie.
Come produttore ha lavorato per Bad Company, Foreigner, Richard Marx, Giant, Tommy Shaw e Tesla.